# 阿部亙英
阿部 亙英（あべ ひろひで、1960年 - ）は、日本の映画編集者。

## 来歴
横浜放送映画専門学院（現・日本映画大学）編集コースを卒業。フリーランスとして編集助手を経たのち1987年に編集者となる。2009‐2020年 日本映画学校にて講師・日本映画大学にて専任教授として後進の育成に務めた。

## 主な編集作品

### 映画
- 『ふ・し・ぎ・なBABY』（1988年）
- 『上方苦界草紙』（1991年）
- 『ご挨拶1 イロイロ、ありまして』（1991年）
- 『ご挨拶2 佳世さん』（1991年）
- 『ザ・ギャンブラー』（1992年）
- 『七人のおたく cult seven』（1992年）
- 『KOYA澄賢房覚え書』（1993年）
- 『SAEKO』（1994年）
- 『青空に一番近い場所』（1994年）
- 『写楽 Sharaku』（1995年）
- 『右向け左!自衛隊へ行こう』（1995年）
- 『KAMIKAZE TAXI』（1995年）
- 『トラブルシューター』（1995年）
- 『バースデイプレゼント』（1995年）
- 『KISS ME』（1996年）
- 『瀬戸内ムーンライト・セレナーデ』（1997年）
- 『SASORI IN U.S.A』（1997年）
- 『バウンス ko GALS』（1997年）
- 『ラヂオの時間』（1997年）
- 『らせん』（1998年）
- 『ズッコケ三人組 怪盗X物語』（1998年）
- 『BEAT』（1998年）
- 『千年旅人』（1999年）
- 『アナザヘヴン』（2000年）
- 『バトル・ロワイヤル』（2000年）
- 『バトル・ロワイヤル 特別編』（2001年）
- 『6週間プライヴェートモーメント』（2001年）
- 『修羅雪姫』（2001年）
- 『コールドスリープ』（2002年）
- 『恋に唄えば♪』（2002年）
- 『AIKI』（2002年）
- 『Jam Films「コールドスリープ」』（2002年）
- 『銃声 LAST DROP OF BLOOD』（2003年）
- 『ラヴァーズ・キス』（2003年）
- 『星に願いを。』（2003年）
- 『バトル・ロワイアルII 鎮魂歌』（2003年）
- 『美しい夏キリシマ』（2003年）
- 『g@me.』（2003年）
- 『1980』（2003年）
- 『東京原発』（2004年）
- 『死に花』（2004年）
- 『MASK DE 41』（2004年）
- 『恋は五・七・五! 全国高校生俳句甲子園大会』（2005年）
- 『ビートキッズ』（2005年）
- 『メゾン・ド・ヒミコ』（2005年）
- 『8月のクリスマス』（2005年）
- 『誰がために』（2005年）
- 『狼少女』（2005年）
- 『最終兵器彼女』（2006年）
- 『佐賀のがばいばあちゃん』（2006年）
- 『暗いところで待ち合わせ』（2006年）
- 『酒井家のしあわせ』（2006年）
- 『幸福な食卓』（2006年）
- 『あなたを忘れない』（2006年）共同編集/坂東直哉
- 『吉祥天女』（2007年）
- 『黒帯 KURO-OBI』（2007年）
- 『象の背中』（2007年）
- 『チーム・バチスタの栄光』（2008年）
- 『世界で一番美しい夜』（2008年）
- 『DIVE!!』（2008年）
- 『西の魔女が死んだ』（2008年）
- 『私は貝になりたい』（2008年）
- 『ジェネラル・ルージュの凱旋』（2009年）
- 『真夏のオリオン』（2009年）
- 『ゴールデンスランバー』（2009年）
- 『きな子〜見習い警察犬の物語〜』（2010年）
- 『デンデラ』（2010年）
- 『犬とあなたの物語 いぬのえいが』（2011年）
- 『聯合艦隊司令長官 山本五十六 -太平洋戦争70年目の真実-』（2011年）
- 『種まく旅人〜みのりの茶〜』（2011年）共同編集/下田悠
- 『貞子3D』（2011年）共同編集/下田悠
- 『少年H』（2012年）
- 『柘榴坂の仇討』（2014年）
- 『トワイライト ささらさや』（2014年）
- 『起終点駅 ターミナル』（2014年）
- 『花戦さ』（2017年）
- 『いつまた、君と、何日君再来』（2017年）
- 『あの頃、君を追いかけた』（2018年）
- 『空母いぶき』（2019年）
- 『心霊喫茶「エクストラ」の秘密-The Real Exorcist-』（2020年）
- 『ドクター・デスの遺産-BLACK FILE-』（2020年）
- 『大河への道』（2022年）
- 『いつか、いつも……いつまでも。』（2022年）
- 『ファミリア』（2023年）
- 『銀河鉄道の父』（2023年）
- 『52ヘルツのクジラたち』（2024年）

### オリジナル ビデオ（Ｖシネマ）
- 『タフ PART I 誕生編』（1990年）
- 『タフ PART II 復讐篇』（1991年）
- 『タフ PART III ビジネス殺戮篇』（1991年）
- 『タフ PART IV 血の収穫篇』（1991年）
- 『神様のピンチヒッター』（1991年）
- 『新・うれしはずかし物語～天使のキスマーク 』（1992年）
- 『右向け左!自衛隊へ行こう』（1994年）
- 『右向け左!自衛隊へ行こう2』（1994年）
- 『復讐の天使１‐KAMIKAZE TAXI‐』（1995年）
- 『復讐の天使２‐KAMIKAZE TAXI‐』（1995年）
- 『愛人霊』（1999年）
- 『続・愛人霊 』（1999年）

### テレビ ドラマ
- 『リョーコ!!（３）インターネットに無縁な人たち』(1996)wowow
- 『アナザヘヴン～eclipse～』(2000)＜第一話・事件は満月の夜に始まった／第二話・逃亡＞テレビ朝日
- 『神経内科医匂坂俊介の事件カルテNo.1 ロックド・イン症候群』（2004）<TVM>制作イースト、CX局系列 FNN 放送
- 『日本のシンドラー 杉原千畝物語／六千人の命のビザ』 (2005)<TVM>読売テレビ制作、日本テレビ系列放送
- 『かくれんぼう 警視庁失踪人課物語』（2006）<TVM>TBS JNN系列
- 『母とママと、私。-10年目の再会-』(2007)<TVM>制作会社 EX、電通 局系列 ANN
- 『撃てない警官』(2016)<TV連続ドラマW・全5話>WOWOW